# Casa palacio de Pumarejo (Sevilla)
La casa-palacio de los Pumarejo está situada en el barrio de San Gil del Distrito Casco Antiguo de Sevilla, en el n.º 3 de la plaza a la que da nombre. Fue la residencia del conde Pedro Pumarejo, caballero veinticuatro del Cabildo de Sevilla. Tiene una superficie de 1.892,35 m². Fue construida en el último tercio del siglo XVIII y está declarada Bien de Interés Cultural.

## Historia
Fue construida en el último tercio del siglo XVIII sobre una casa vecinal que adquirió al Monasterio de San Jerónimo de Buenavista. Una vez comprada la casa Pedro Pumarejo, en 1775, ordenó derribar más de 70 casas circundantes para crear espacio que diera realce al edificio y facilitar el acceso. De esa forma quedó configurada la zona con una plaza frente a la casa palacio.
Pedro Pumarejo era un mercader de productos de las Indias que rindió hidalguía en Santoña, Cantabria, en 1753 y se instaló en Sevilla. En 1785 la familia vendió la casa, que pasó a ser propiedad municipal y luego pasó por diversas manos.
De Casa de los Pumarejo pasó a ser Colegio de los Niños Toribios en el siglo XIX.
Posteriormente se convirtió en casa de vecinos en 1883. La planta alta se reformó para albergar pequeñas viviendas, y en la baja se establecieron talleres y comercios. Sin embargo la estructura del edificio no ha sido demasiado alterada.

## Palacio
Es una casa-palacio característica del siglo XVIII, de dos plantas de altura en todo su perímetro, y ordenada en torno a dos patios porticados: el patio noble de la casa, y el de servicio. 
En el patio principal hay que destacar el zócalo de azulejos y las columnas de caoba de Cuba; presenta una ornamentación y elementos decorativos de estilo mudéjar muy elaborados, con una alta carga representativa que se ha mantenido en buena medida hasta nuestros días. El segundo patio, de configuración más sencilla en huecos y decoración, ha sufrido una progresiva ocupación que le ha llevado a cambiar su estructura original. 
Al exterior, destaca la portada con balcón, con un arco muy rebajado y decoración de molduras mixtilíneas y flanqueada de semicolumnas adosadas. El resto de la gran fachada está muy cambiada por los diversos avatares del tiempo. 
En la esquina de la calle fray Diego de Cádiz existe un balcón en ángulo con el escudo de la familia. 
Fue declarado Bien de Interés Cultural en 2003. Declarada Lugar de Interés Etnológico en el Catálogo General del Patrimonio Histórico Andaluz.